# Canton de Cognac-Sud
Le canton de Cognac-Sud est une ancienne division administrative française, située dans le département de la Charente et la région Nouvelle-Aquitaine.
Il a été renommé canton de Cognac-2 par le décret du 20 février 2014 et entrant en vigueur lors des élections départementales de 2015.

## Représentation
| Période | Période      | Identité       | Étiquette         | Qualité |
| ------- | ------------ | -------------- | ----------------- | --- |
| 1973    | 1976         | Francis Hardy  | UDR               | Négociant en cognac Député (1973-1981) Adjoint au Maire de Cognac (1973-1977)                                |
| 1976    | 1982         | Félix Poussard | PS puis app.PCF   | Viticulteur, conseiller municipal de Javrezac                                                                |
| 1982    | 2001         | Robert Roux    | DVD puis RPR      | Ancien militaire Maire de Louzac-Saint-André (1959-1995) Suppléant du député Pierre-Rémy Houssin (1988-1997) |
| 2001    | 2015 (décès) | Jean Gombert   | DVD puis App. UMP | Maire de Javrezac (1977-2014) Député suppléant de Jacques Bobe (2002-2007)                                   |

## Composition
Le canton de Cognac-Sud se composait d’une fraction de la commune de Cognac et de sept autres communes. Il comptait 18 531 habitants (population municipale) au 1er janvier 2012.
| Nom                     | Code Insee | Intercommunalité   | Population (dernière pop. légale)              |
| ----------------------- | ---------- | ------------------ | ---------------------------------------------- |
| Cognac (chef-lieu)      | 16102      | CA du Grand Cognac | Fraction : 9 881(2012) Commune : 18 717 (2014) |
| Ars                     | 16018      | CA du Grand Cognac | 734 (2014)                                     |
| Châteaubernard          | 16089      | CA du Grand Cognac | 3 612 (2014)                                   |
| Gimeux                  | 16152      | CA du Grand Cognac | 715 (2014)                                     |
| Javrezac                | 16169      | CA du Grand Cognac | 600 (2014)                                     |
| Louzac-Saint-André      | 16193      | CA du Grand Cognac | 1 026 (2014)                                   |
| Merpins                 | 16217      | CA du Grand Cognac | 1 068 (2014)                                   |
| Saint-Laurent-de-Cognac | 16330      | CA du Grand Cognac | 851 (2014)                                     |

## Géographie
Le canton de Cognac-Sud était composé de trois communes rurales (Javrezac, Louzac-Saint-André, Saint-Laurent) situées sur la rive droite de la Charente sur des calcaires durs formant un relief accidenté et donnant des eaux-de-vie corsées des Borderies et de quatre communes rurales (Ars, Chateaubernard, Gimeux, Merpins) situées sur la rive gauche sur des calcaires friables formant la plaine de Grande Champagne.

## Démographie
| 1975 | 1982 | 1990   | 1999   | 2006   | 2011   | 2012   |
| ---- | ---- | ------ | ------ | ------ | ------ | ------ |
| -    | -    | 19 373 | 18 747 | 19 035 | 18 579 | 18 531 |